# Хасанов Сафа Хузянович
Сафа Хузянович Хасанов (26 червня 1916, с. Уметбаєво — 24 вересня 1973) — командир мінометного взводу 58-го гвардійського кавалерійського полку 16-ї гвардійської кавалерійської дивізії, сформованої в грудні 1941 року в місті Уфі, як 112-а Башкирська кавалерійська дивізія 7-го гвардійського кавалерійського корпусу 61-ї армії Центрального фронту, гвардії старший лейтенант, Герой Радянського Союзу.

## Біографія
Сафа Хузянович Хасанов народився 16 червня 1916 року в селі Уметбаєво Стерлібашевського району Башкортостану в сім'ї селянина. Закінчив 7 класів школи. Башкир. Член КПРС. Працював бригадиром, рахівником, головою колгоспу. Закінчив Стерлітамацьку радпартшколу.
У Червоній Армії з 1938-1940 роках і з грудня 1941 року, на фронті з травня 1942 року. У 1942 році закінчив курси молодших лейтенантів.
Командир мінометного взводу гвардії молодший лейтенант С.Х. Хасанов відзначився в боях за визволення Брагінського району Гомельської області.
З 1946 року старший лейтенант Хасанов С.Х. — в запасі, до 1969 року працював головою колгоспу, сільради в Стерлібашевському районі.
Помер 26 вересня 1973 року. Похований у селі Єлімбетово Стерлібашевського району.

## Подвиг
27 вересня 1943 року взвод в числі перших форсував Дніпро, на захопленому плацдармі придушив три вогневі точки противника, забезпечивши форсування річки ескадрону. В бою за село Нивки взвод, оточений ворогами, півтори години відбивав контратаки противника.
Указом Президії Верховної Ради СРСР від 15 січня 1944 року за зразкове виконання бойових завдань командування і проявлені при цьому геройство і мужність гвардії молодшому лейтенанту Хасанову Сафі Хузямовичу присвоєно звання Героя Радянського Союзу з врученням ордена Леніна і медалі «Золота Зірка».

## Пам'ять
У селі Єлімбетово Стерлібашевського району встановлено бюст і меморіальна дошка. Ім'я Героя носить вулиця в селі Стерлібашево. У 1975 році на батьківщині Героя — у селі Уметбаєво Стерлібашевського району Башкирії урочисто відкрито пам'ятник славному землякові. Ім'я С.Х. Хасанова викарбувано золотими літерами на меморіальних дошках разом з іменами всіх 78 Героїв Радянського Союзу 112-ї Башкирської кавалерійської дивізії, встановлених у Національному музеї Республіки Башкортостан і в Музеї 112-ї Башкирської кавалерійської дивізії.

## Нагороди
- Медаль «Золота Зірка» Героя Радянського Союзу (15.01.1944);
- орден Леніна (15.01.1944);
- орден Вітчизняної війни 2-го ступеня (31.03.1945);
- орден Червоної Зірки (27.09.1943);
- медалі.